# 鸣李站
鸣李站位于山西省晋中市榆次区郭家堡乡鸣李村，南同蒲铁路、石太铁路及郑太客专从此站通过，始建于1907年，距离太原站19公里，距离华山站509公里，隶属于太原局集团，现为四等站。因榆次枢纽改造而建设的新鸣李站于2010年9月28日竣工开通:636。现车站仅办理货运业务。